# Olympische Jugend-Sommerspiele 2018/Teilnehmer (Saudi-Arabien)
| Gelbes Symbol für Goldmedaillen mit stilisierten Olympischen Ringen | Graues Symbol für Silbermedaillen mit stilisierten Olympischen Ringen | Braundes Symbol für Bronzemedaillen mit stilisierten Olympischen Ringen |
| ------------------------------------------------------------------- | --------------------------------------------------------------------- | ----------------------------------------------------------------------- |
| 1                                                                   | —                                                                     | 2                                                                       |

Die Jugend-Olympiamannschaft aus Saudi-Arabien für die III. Olympischen Jugend-Sommerspiele vom 6. bis 18. Oktober 2018 in Buenos Aires (Argentinien) bestand aus neun Athleten.

## Athleten nach Sportarten

### Fechten
Jungen
- Ali Saeed Al-Bahrani
Säbel Einzel: 13. Platz

### Gewichtheben
Jungen
- Ali Alothman
Schwergewicht: Bronze

### Karate
Jungen
- Mohammed Al-Assiri
Kumite bis 61 kg: Gold

### Leichtathletik
| Mädchen - Raghad Habib Bu Arish 100 m: 34. Platz | Jungen - Ahmed Muhanna Almarwani 100 m: DNF - Fayez al-Subaie 3000 m: DNF - Mohammed Duhaim Almuawi 400 m Hürden: Bronze |

### Schwimmen
Jungen
- Yousif Bu Arish
50 m Schmetterling: 29. Platz

### Taekwondo
Jungen
- Hasham Bandar Bin Dookhy
Klasse bis 63 kg: 5. Platz